# Kemiker
En kemiker er en person, der arbejder med kemi eller underviser i faget kemi.
På Danmarks Tekniske Universitet kan man blive kemiingeniør (kemiker) som diplomingeniør i kemi- og bioteknologi, eller man kan tage den længere uddannelse til civilingeniør, hvoraf første del er bachelor i kemi og teknologi, og overbygningen, kandidatgraden, tages i anvendt kemi eller kemisk og biokemisk teknologi. Kandidatgraden betegnes cand.polyt.
På de andre universiteter kan man også læse kemi. I forbindelse med skoleembedseksamen blev man fra 1883 cand.mag. i gymnasieskolens fag, men fra engang i (vistnok) 1960'erne anvendes betegnelsen cand.scient. for de naturvidenskabelige fags vedkommende.